# 千葉県警察部

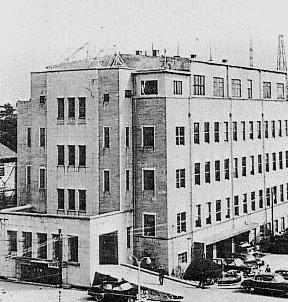
千葉県警察部庁舎

千葉県警察部（ちばけんけいさつぶ）は、戦前の内務省監督下の千葉県が設置した府県警察部であり、千葉県内を管轄区域とする。
1948年（昭和23年）3月6日に廃止となり、千葉県警察部は国家地方警察千葉県本部と千葉市警察などの自治体警察に再編されることになった。

## 沿革
- 1874年（明治7年）1月　県内各地に取締所を設置。
- 1876年（明治9年）1月　千葉県庁に第四課を設置。
- 1880年（明治13年）4月　千葉県警察本署に改称。
- 1886年（明治19年）7月　千葉県警察本部に改称。
- 1890年（明治23年）10月　千葉県警察部に改称。
- 1900年（明治33年）5月　千葉警察署が警視を署長とする警察署に指定。
- 1905年（明治38年）4月　千葉県第四部に改称。
- 1907年（明治40年）7月　千葉県警察部に改称。
- 1923年（大正12年）9月　関東大震災発生。
- 1928年（昭和3年）7月　特別高等課（特別高等警察）を設置。
- 1944年（昭和19年）4月　警備隊を設置。
- 1945年（昭和20年）　千葉空襲・銚子空襲が起きる。
- 1945年（昭和20年）10月　特別高等警察が廃止。
- 1946年（昭和21年）2月　警備隊を廃止。
- 1946年（昭和21年）2月　公安課（公安警察）を設置。

## 組織
1927年（昭和2年）時点
- 警務課
- 高等警察課
- 保安課
- 刑事課
- 衛生課

## 警察署
1927年（昭和2年）時点
- 千葉警察署
- 船橋警察署
- 市川警察署
- 松戸警察署
- 野田警察署
- 佐倉警察署
- 成田警察署
- 木下警察署
- 佐原警察署
- 小見川警察署
- 多古警察署
- 銚子警察署
- 旭町警察署
- 八日市場警察署
- 東金警察署
- 成東警察署
- 茂原警察署
- 一宮警察署
- 大多喜警察署
- 大原警察署
- 勝浦警察署
- 北条警察署
- 鴨川警察署
- 千倉警察署
- 木更津警察署
- 湊警察署
- 久留里警察署
- 八幡警察署
- 鶴舞警察署

## 歴代部長
| 代 | 官職名                 | 氏名       | 就任日         | 退任日         | 前職                           | 後職                                | 備考                             |
| -- | ---------------------- | ---------- | -------------- | -------------- | ------------------------------ | ----------------------------------- | -------------------------------- |
| -  | 一等警部 第四課長      | 武内維積   | 1876年4月8日   | 1877年10月24日 | 権大属                         | 二等属                              |                                  |
| -  | 一等警部 第四課長      | 藤田九万   | 1877年10月24日 | 1878年11月2日  | 大審院大属                     | 千葉県印旛・下埴生・南相馬郡長      |                                  |
| -  | 一等警部 警保課長      | 武内維積   | 1878年11月2日  | 1880年4月17日  | 二等属                         | -                                   |                                  |
| -  | 一等警部 警察本署長    | 武内維積   | 1880年4月17日  | 1880年7月26日  | -                              | 一等属                              |                                  |
| -  | 一等警部 警察本署長    | 藤田九万   | 1880年7月26日  | 1881年10月25日 | 千葉県印旛・下埴生・南相馬郡長 | 大阪上等裁判所判事                  |                                  |
| -  | 警察本署長             | 木間瀬柔三 | 1881年10月25日 | 1882年1月25日  | 一等属                         | -                                   |                                  |
| 1  | 警部長 警察本署長      | 木間瀬柔三 | 1882年1月25日  | 1885年6月9日   | -                              | 内務権少書記官                      |                                  |
| 2  | 警部長 警察本署長      | 小林南八   | 1885年6月9日   | 1886年7月20日  | 二等属                         | -                                   |                                  |
| 2  | 警部長 警察本部長      | 小林南八   | 1886年7月20日  | 1889年10月22日 | -                              | 宮崎県警部長                        |                                  |
| 3  | 警部長 警察本部長      | 渡辺佳介   | 1889年10月22日 | 1890年10月11日 | 岡山県警部長                   | -                                   |                                  |
| 3  | 警部長 警察部長        | 渡辺佳介   | 1890年10月11日 | 1892年10月13日 | -                              | 非職                                |                                  |
| 4  | 警部長 警察部長        | 斎藤秋夫   | 1892年10月13日 | 1896年1月14日  | 元滋賀県警部長                 | 山口県警部長                        |                                  |
| 5  | 警部長 警察部長        | 松本郁朗   | 1896年1月14日  | 1897年3月2日   | 大阪府参事官                   | 非職                                |                                  |
| 6  | 警部長 警察部長        | 丸山重俊   | 1897年3月2日   | 1898年7月30日  | 熊本県玉名郡長                 | 非職                                |                                  |
| 7  | 警部長 警察部長        | 池上四郎   | 1898年7月30日  | 1899年4月8日   | 警視庁警視                     | 兵庫県警部長                        |                                  |
| 8  | 警部長 警察部長        | 藤好乾吉   | 1899年4月8日   | 1900年1月20日  | 富山県警部長                   | 福井県警部長                        |                                  |
| 9  | 警部長 警察部長        | 有川貞壽   | 1900年1月20日  | 1900年9月4日   | 栃木県警部長                   | 静岡県警部長                        |                                  |
| 10 | 警部長 警察部長        | 天野三郎   | 1900年9月4日   | 1901年5月31日  | 静岡県警部長                   | 宮崎県警部長                        |                                  |
| 11 | 警部長 警察部長        | 馬場晴利   | 1901年5月31日  | 1902年10月20日 | 愛媛県警部長                   | 埼玉県警部長                        |                                  |
| 12 | 警部長 警察部長        | 岡田文次   | 1902年10月20日 | 1905年4月19日  | 山梨県警部長                   | 新潟県事務官・第四部長              |                                  |
| 13 | 事務官 第四部長 警務長 | 新妻駒五郎 | 1905年4月19日  | 1906年7月28日  | 新潟県警部長                   | 宮城県事務官・第四部長              |                                  |
| 14 | 事務官 第四部長 警務長 | 龍岡篤敬   | 1906年7月28日  | 1907年7月13日  | 茨城県事務官・第四部長         | -                                   |                                  |
| 14 | 事務官 警察部長 警務長 | 龍岡篤敬   | 1907年7月13日  | 1908年6月12日  | -                              | 静岡県事務官・警察部長              |                                  |
| 15 | 事務官 警察部長 警務長 | 佐藤勧     | 1908年6月12日  | 1909年7月30日  | 和歌山県事務官・警察部長       | 福岡県事務官・警察部長              |                                  |
| 16 | 事務官 警察部長 警務長 | 夏秋十郎   | 1909年7月30日  | 1911年7月4日   | 三重県事務官・警察部長         | 千葉県事務官・内務部長              |                                  |
| 17 | 事務官 警察部長 警務長 | 春藤嘉平   | 1911年7月4日   | 1912年3月28日  | 兵庫県事務官                   | 三重県事務官・警察部長              |                                  |
| 18 | 事務官 警察部長 警務長 | 長谷川久一 | 1912年3月28日  | 1912年12月26日 | 三重県事務官・警察部長         | 警視庁警視                          |                                  |
| 19 | 事務官 警察部長 警務長 | 道岡秀彦   | 1912年12月26日 | 1913年6月13日  | 青森県事務官・警察部長         | 警視庁警視                          |                                  |
| 20 | 警察部長               | 間野一     | 1913年6月13日  | 1914年6月9日   | 和歌山事務官                   | 休職                                |                                  |
| 21 | 警察部長               | 大海原重義 | 1914年6月9日   | 1917年8月28日  | 埼玉県警察部長                 | 長崎県警察部長                      |                                  |
| 22 | 警察部長               | 三沢寛一   | 1917年8月28日  | 1920年9月14日  | 広島県理事官                   | 兵庫県産業部長                      |                                  |
| 23 | 警察部長               | 今宿次雄   | 1920年9月14日  | 1922年4月17日  | 福岡県事務官                   | 休職                                |                                  |
| 24 | 警察部長               | 安達将総   | 1922年4月17日  | 1923年10月27日 | 大阪府理事官                   | 沖縄県内務部長                      |                                  |
| 25 | 警察部長               | 蔵原敏捷   | 1923年10月27日 | 1924年6月27日  | 東京府理事官                   | 秋田県警察部長                      |                                  |
| 26 | 警察部長               | 吉田勝太郎 | 1924年6月27日  | 1924年12月20日 | 奈良県警察部長                 | 栃木県書記官・内務部長              |                                  |
| 27 | 書記官 警察部長        | 野村信孝   | 1924年12月20日 | 1927年3月22日  | 復興局書記官 兼法制局参事官    | 熊本県書記官・警察部長              |                                  |
| 28 | 書記官 警察部長        | 金井佐久   | 1927年3月22日  | 1928年2月28日  | 関東庁事務官 内務局土木課長    | 岡山県書記官・警察部長              |                                  |
| 29 | 書記官 警察部長        | 横井直興   | 1928年2月28日  | 1929年7月8日   | 大分県書記官・警察部長         | 広島県書記官・警察部長              |                                  |
| 30 | 書記官 警察部長        | 中井光次   | 1929年7月8日   | 1930年8月28日  | 鳥取県書記官・警察部長         | 新潟県書記官・警察部長              |                                  |
| 31 | 書記官 警察部長        | 久保田畯   | 1930年8月28日  | 1931年11月9日  | 内務事務官 兼関東庁事務官      | 宮城県書記官・警察部長              |                                  |
| 32 | 書記官 警察部長        | 平敏孝     | 1931年11月9日  | 1931年12月24日 | 山梨県書記官・警察部長         | 奈良県書記官・内務部長              |                                  |
| 33 | 書記官 警察部長        | 安岡正光   | 1931年12月24日 | 1932年8月22日  | 長崎県書記官・学務部長         | 京都府書記官・警察部長              |                                  |
| 34 | 書記官 警察部長        | 玉田昇次郎 | 1932年8月22日  | 1934年8月11日  | 山梨県書記官・警察部長         | 埼玉県書記官・内務部長              |                                  |
| 35 | 書記官 警察部長        | 矢野兼三   | 1934年8月11日  | 1935年1月19日  | 青森県書記官・学務部長         | 警視庁官房主事                      |                                  |
| 36 | 書記官 警察部長        | 山本義章   | 1935年1月19日  | 1936年9月24日  | 長野県書記官・警察部長         | 長崎県書記官・警察部長              |                                  |
| 37 | 書記官 警察部長        | 田中省吾   | 1936年9月24日  | 1939年4月21日  | 内務事務官 警保局保安課        | 愛知県書記官・警察部長              |                                  |
| 38 | 書記官 警察部長        | 伊能芳雄   | 1939年4月21日  | 1941年1月8日   | 警視庁部長・消防部長           | 静岡県書記官・学務部長              |                                  |
| 39 | 書記官 警察部長        | 猪俣二郎   | 1941年1月8日   | 1942年1月13日  | 鳥取県書記官・警察部長         | 岡山県書記官・警察部長              |                                  |
| 40 | 書記官 警察部長        | 青木重臣   | 1942年1月13日  | 1942年11月1日  | 内務事務官 兼内務省監査官      | -                                   |                                  |
| 40 | 部長 警察部長          | 青木重臣   | 1942年11月1日  | 1943年4月27日  | -                              | 警視庁官房主事                      |                                  |
| 41 | 部長 警察部長          | 増原惠吉   | 1943年4月27日  | 1944年4月15日  | 警視庁部長・刑事部長           | 軍需省軍需官 総動員局管理部勤労課長 |                                  |
| 42 | 部長 警察部長          | 大森寛     | 1944年4月15日  | 1945年10月13日 | 内務書記官 大臣官房会計課      | 休職                                |                                  |
| 43 | 部長 警察部長          | 奥田良三   | 1945年10月13日 | 1945年10月27日 | -                              | -                                   | 兼任、本務：千葉県部長・内政部長 |
| 44 | 部長 警察部長          | 浅野三郎   | 1945年10月27日 | 1946年4月1日   | 千葉県部長・経済第二部長       | -                                   |                                  |
| 44 | 地方事務官 警察部長    | 浅野三郎   | 1946年4月1日   | 1946年7月13日  | -                              | 大阪府教育民生部長                  |                                  |
| 45 | 地方事務官 警察部長    | 井上健太郎 | 1946年7月13日  | 1947年2月24日  | 佐賀県部長・経済部長           | 外務事務官 終戦連絡中央事務局       |                                  |
| 46 | 地方事務官 警察部長    | 山口喜雄   | 1947年2月24日  | 1948年3月6日   | 内務事務官 警保局教養課長      | 千葉県警察長                        |                                  |

## 主な事件
- 夷隅事件
- 福田村事件
- 鬼熊事件